# The Reasons Why
The Reasons Why é o quarto álbum de estúdio da cantora canadense de country music Michelle Wright,
sendo lançado em 1 de setembro de 1994 pela Arista Records.
"Try Getting over You" foi anteriormente gravado por Daron Norwood no álbum de 1995 chamado Ready, Willing and Able, e "Safe in the Arms of Love" foi mais tarde lançado como single da cantora Martina McBride em seu disco de 1995 Wild Angels.

## Faixas
1. "One Good Man" (Steve Bogard, Rick Giles) - 3:41
2. "Safe in the Arms of Love" (Pat Bunch, Mary Ann Kennedy, Pamela Rose) - 3:31
3. "We've Tried Everything Else" (Bob DiPiero, Steve Seskin, Pam Tillis) - 3:54
4. "Cold Kisses" (Chapin Hartford, Tillis) - 4:08
5. "The Reasons Why I'm Gone" (Chuck Cannon, Gary Lloyd) - 3:12
6. "Try Getting Over You" (Paul Nelson, Craig Wiseman) - 3:57
7. "Where Do We Go from Here" (Jill Colucci, Randy Sharp, Michelle Wright) - 3:54
8. "Tell Me More" (Chuck Jones, Cactus Moser) - 3:00
9. "The Wall" (Bogard, Giles) - 3:30
10. "The Old Song and Dance" (Layng Martine, Jr., Kent Robbins) - 3:33